# Andinoacara pulcher
Cá kim cương xanh hay còn gọi là cá kim tuyến (Danh pháp khoa học: Andinoacara pulcher) là một loài cá trong họ Cichlidae Phân bố ở Trung và Nam Mỹ, Trinidad và Venezuela. Được sử dụng nhiều làm cá cảnh, là loại cá kim cương phổ biến nhất trong các dòng cá Cichlid, trên người chúng phủ một lớp kim tuyến rất đẹp.

## Đặc điểm
Chiều dài cá có thể lên đến 20 cm, chúng thích sống trong nhiệt độ nước (C):22 – 30 với độ cứng nước (dH):2 – 25 và độ pH:6,5 – 8,0, sống ở mọi tầng nước. Chúng ăn động vật, cá ăn côn trùng, giáp xác, trùng chỉ và thức ăn viên. Hình thức sinh sản là đẻ trứng. Cá bắt cặp sinh sản, đẻ trứng dính lên giá thể được dọn sẵn, cá bố mẹ chăm sóc trứng và cá con.
Trong nuôi nhốt nên thiết kể bể nuôi theo hướng có thể tích bể nuôi (L):220 (L), nuôi trong hồ rong và nuôi đơn, ánh sáng vừa, lọc nước và sục khí ít. Chiều dài bể nên 100 cm. Bể trang trí hỗn hợp với một ít giá thể làm nơi trú ẩn (đá tảng, gỗ...) và các loại cây thủy sinh có gốc và rễ khỏe vì cá hay đào bới. Cá nuôi thành cặp, thích hợp trong bể nuôi chung với cá khác. Cá khỏe dễ nuôi, cần bộ lọc và định kỳ thay nước bể nuôi.